# Aucklandobius turbotti
Aucklandobius turbotti är en bäcksländeart som först beskrevs av Joachim Illies 1963.  Aucklandobius turbotti ingår i släktet Aucklandobius och familjen Gripopterygidae. Inga underarter finns listade i Catalogue of Life.